# جامعة هاربين الطبية
جامعة هاربين الطبية (بالصينية: 哈尔滨医科大学، وبالإنجليزية: Harbin Medical University، وتُعرف اختصارًا بـ HMU) هي جامعة حكومية تقع في مدينة هاربين، عاصمة مقاطعة هيلونغجيانغ شمال شرق الصين. تُعد الجامعة واحدة من المؤسسات الرائدة في البلاد في مجال التعليم الطبي والبحث العلمي.

## التصنيف والمكانة
تُصنّف جامعة هاربين الطبية كواحدة من **الجامعات الرئيسية في مقاطعة هيلونغجيانغ**، كما أنها مدرجة ضمن مشروع 211، وهو برنامج حكومي صيني يهدف إلى دعم وتطوير أفضل الجامعات في البلاد. وقد تم اختيارها من قبل **المكتب الوطني للتعليم الطبي المتقدم** كمركز وطني لتدريب العلماء في مجال الطب الحيوي والكفاءات التدريسية.

## البرامج الأكاديمية
تقدم الجامعة برامج دراسات عليا وبكالوريوس متنوعة في مجالات:
- الطب البشري
- الطب الوقائي
- العلوم الصيدلانية
- التمريض
- الصحة العامة

كما تُعد الجامعة مركزًا رائدًا في البحوث الطبية، خصوصًا في علوم الأورام، وأمراض القلب، والعلوم العصبية.

## الشراكات الدولية
أقامت HMU علاقات تعاون مع جامعات ومؤسسات بحثية في أكثر من 30 دولة، بما في ذلك الولايات المتحدة، واليابان، وروسيا، وألمانيا، من خلال برامج تبادل أكاديمي وأبحاث مشتركة.

## المرافق
تمتلك الجامعة مستشفيات تعليمية، ومراكز بحث متقدمة، ومكتبات طبية ضخمة، بالإضافة إلى حرم جامعي عصري يخدم الآلاف من الطلاب المحليين والدوليين.

## وصلات خارجية
- الموقع الرسمي لجامعة هاربين الطبية
- معلومات الدراسة في جامعة هاربين الطبية – Study in China